# فرانز ويبر (لاعب كرة قدم)
فرانز ويبر (بالألمانية: Franz Weber)‏ هو لاعب كرة قدم نمساوي، (و. 1888 – 1947 م). لعب مع فيرست فيينا.

## وصلات خارجية
- فرانز ويبر على موقع قاعدة بيانات كرة القدم.إي يو (الإنجليزية)
- فرانز ويبر على موقع ناشيونال فوتبول تيمز (الإنجليزية)
- فرانز ويبر على موقع عالم كرة القدم.نت (الإنجليزية)
- فرانز ويبر على موقع أوليمبيديا (الإنجليزية)